# Romanet Velheu
Romanet Velheu ou Veilheu, mort en 1450, est un prélat français, administrateur de Vaison au XVe siècle. Il appartient à une famille de la baronnie de Clérieu, les Veilheu.

## Biographie
Romanet Veilheu ou Velheu appartient à une famille dauphinoise dont les premières mentions remontent au début du XVe siècle. Il a pour frère Romain, jurisconsulte et conseiller delphinal, et Lantelme, qui obtient du Dauphin, le futur Louis XI, des lettres de noblesse, en 1448.
Il est chanoine de la collégiale Saint-Bernard de Romans, en 1440, ainsi que notaire apostolique et chambellan du Dauphin.
Le Dauphin le fait envoyer, en 1446, à Rome, aux côtés de Guillaume de Poitiers et Octavien d'Orléans, afin d'obtenir des faveurs du pape. Il reste sur place en devenant un agent delphinal à la cour papale.
Il devient protonotaire apostolique et archidiacre et administrateur apostolique de Saint-Paul-Trois-Châteaux.
Romanet Velheu semble mourir en 1450.